# Kecamatan Wewewa Timur
Kecamatan Wewewa Timur är ett distrikt i Indonesien.   Det ligger i provinsen Nusa Tenggara Timur, i den södra delen av landet, 1 400 km öster om huvudstaden Jakarta. Kecamatan Wewewa Timur ligger på ön Pulau Sumba.